# Amazing (пісня Aerosmith)
"Amazing" — силова балада, яку виконує американський хард-рок гурт Aerosmith. Дон Генлі надає свій вокал, відтіняючи головного вокаліста Стівена Тайлера в частинах цієї пісні. Його написали Тайлер і давній друг групи та співавтор Річі Супа. Пісня посіла 24 місце в чарті US Billboard Hot 100, третє місце в чарті Billboard Album Rock Tracks, дев’яте місце в Billboard Mainstream Top 40. Пісня також мала успіх за кордоном, досягнувши другого місця в Ісландії, четвертого місця в Канаді, номер п'ять у Норвегії та топ-20 у Нідерландах і Швейцарії.
В альбомі Get a Grip, як тільки пісня закінчується, чути, як радіо налаштовується на запис пісні «Who Threw the Whisky in the Well», записаної Лакі Мілліндером. Тайлер каже: «Тож від усіх нас у Aerosmith до всіх вас, де б ви не були, пам’ятайте: світлом у кінці тунелю можете бути ви. На добраніч». Оркестр Мілліндера грає, поки музика стихає.

## Музичне відео
Відео на пісню, зняте Марті Калнером, добре відоме своїм зображенням цифрових технологій і стало другою появою Алісії Сільверстоун у відео гурту. У парі з нею був Джейсон Лондон, зірка «Ошелешених і збентежених», фільму, який вийшов того ж року, що й Get a Grip, і в якому багато згадок про Aerosmith. Персонажі з’являються в музичному відео як двоє дітей кіберпростору, які разом тікають у світ віртуальної реальності, не усвідомлюючи, що інший також перебуває у віртуальній реальності. Накладний дисплей, який носить Лондон у відео, був виготовлений компанією Liquid Image, з якою зв’язалася виробнича група та попросила надати систему на головному дисплеї для послідовності VR. Гітарист Aerosmith Джо Перрі отримав легку травму голови під час створення відео, і воно було подовжено на 52 секунди в кінці, де було вставлено два лупи.
У віртуальному світі мрій двоє вирушають у подорож на мотоциклі та пірнають у небо, а також беруть участь у гарячому макіяжі. Одна частина відео показує, як персонажі сідають на борт і летять у біплані, який у поєднанні з цифровими технологіями створює те, що часто вважається захоплюючою дихотомією між застарілими та сучасними технологіями, певним чином представляючи паралель для персонажів. Тим часом учасники гурту виконують різні частини пісні, зокрема в тунелі, а також сольні кадри Стівена Тайлера в кімнаті наодинці та Джо Перрі, який грає соло на гітарі з міським пейзажем на задньому плані. Наприкінці відео з’ясовується, що саме Сільверстоун брав участь у віртуальній фантазії.

## Чарти
| Чарт (1993–1994)                          | Пік позиції |
| ----------------------------------------- | ----------- |
| Австрія (Ö3 Austria Top 75)               | 27          |
| Бельгія (Ultratop Flanders)               | 33          |
| Canada Top Singles (RPM)                  | 4           |
| Europe (Eurochart Hot 100)                | 32          |
| Німеччина (Media Control AG)              | 28          |
| Iceland (Íslenski Listinn Topp 40)        | 2           |
| Нідерланди (Dutch Top 40)                 | 13          |
| Нідерланди (Mega Single Top 100)          | 12          |
| Норвегія (VG-lista)                       | 5           |
| Portugal (AFP)                            | 7           |
| Швеція (Sverigetopplistan)                | 24          |
| Швейцарія (Media Control AG)              | 16          |
| Велика Британія (Official Charts Company) | 58          |
| США (Billboard Hot 100)                   | 24          |
| США (Mainstream Rock) (Billboard)         | 3           |
| США (Mainstream Top 40) (Billboard)       | 9           |

| Чарт (1994)                        | Позиція |
| ---------------------------------- | ------- |
| Canada Top Singles (RPM)           | 51      |
| Iceland (Íslenski Listinn Topp 40) | 6       |
| US Billboard Hot 100               | 72      |